# باغ سنگان علیا
باغ سنگان علیا ، روستایی است از توابع بخش مرکزی شهرستان تربت جام در استان خراسان رضوی.
این روستا در دهستان میان جام قرار دارد و بر اساس سرشماری سال ۱۳۸۵ جمعیت آن (۱۷۵خانوار) ۷۵۳نفر
بوده‌است.